# 托利弗縣 (喬治亞州)
托利弗縣（英語：Taliaferro County）是美國喬治亞州中北部的一個縣。面積506平方公里。根據美國2000年人口普查，該縣人口為2,077人，為全州最少。縣治克勞福德維爾（Crawfordville）。
成立於1825年12月24日。縣名紀念獨立戰爭時期軍官、聯邦眾議員本雅明·托利弗（Benjamin Taliaferro）。